# Paul-Gerhard Scharf
Paul-Gerhard Scharf (* 26. Januar 1937 in Hamburg; † 11. Januar 2019 ebendort) war ein deutscher Architekt, der überwiegend in Hamburg wirkte.

## Leben und Werk
Scharf arbeitete von 1965 bis 1990 in Partnerschaft mit Walter Bunsmann. Dieser Partnerschaft gehörte von 1965 bis 1970 auch Jörn Rau an. Eine besondere Rolle im Werk von Scharf nahmen Kirchen ein, das umfasste den Neubau wie die Innenraumgestaltung. Seit den 1990er Jahren befasste er sich mit Typographie und sakralen Inschriften und gestaltete unter anderem zwei neue Glocken für den Hamburger Michel. Scharf starb 2019 in Hamburg, wenige Tage vor Vollendung seines 82. Lebensjahres. Sein gestalterischer Nachlass befindet sich im Hamburgischen Architekturarchiv.

## Bauten (Auswahl)

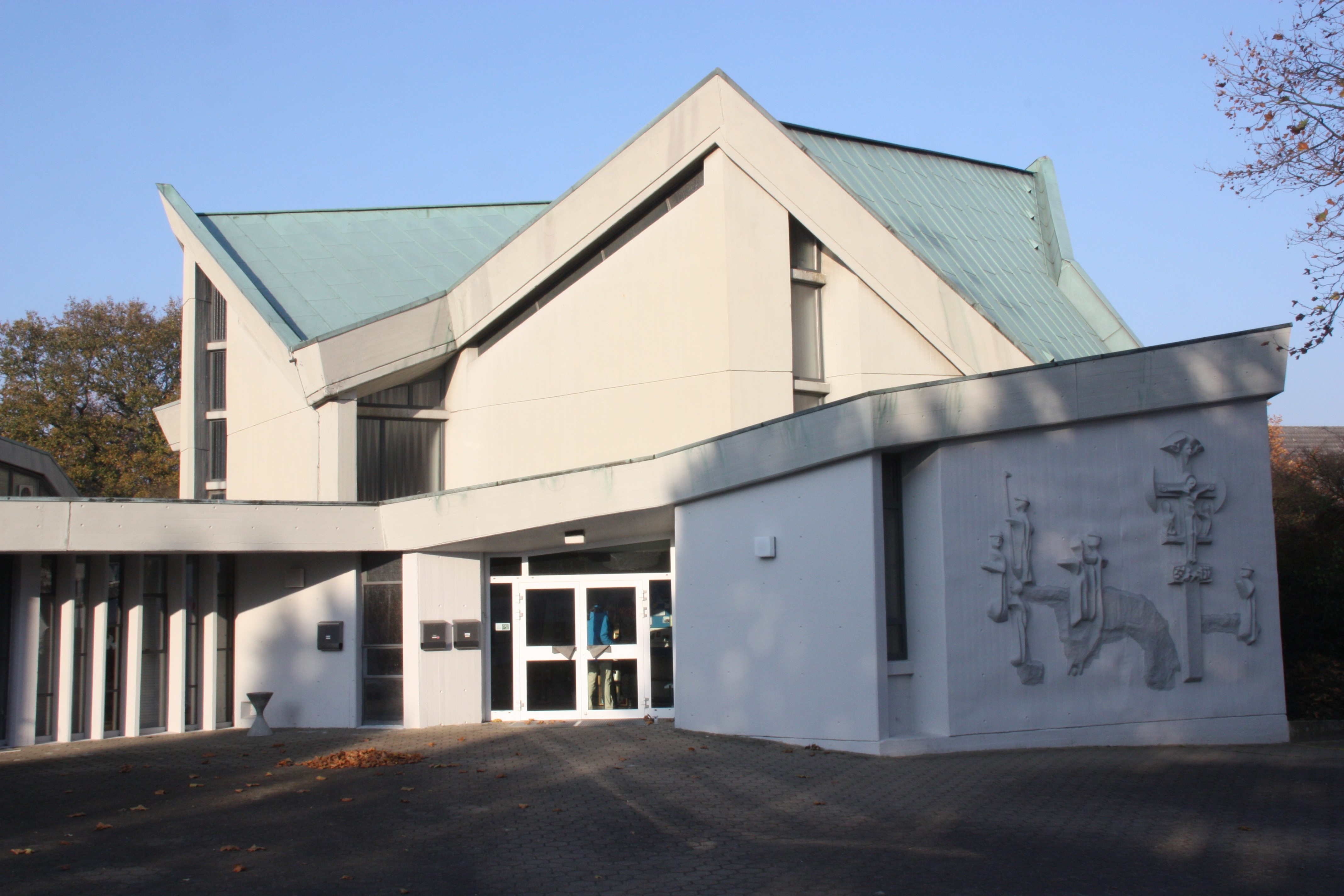
St. Jakobus in Hamburg-Lurup

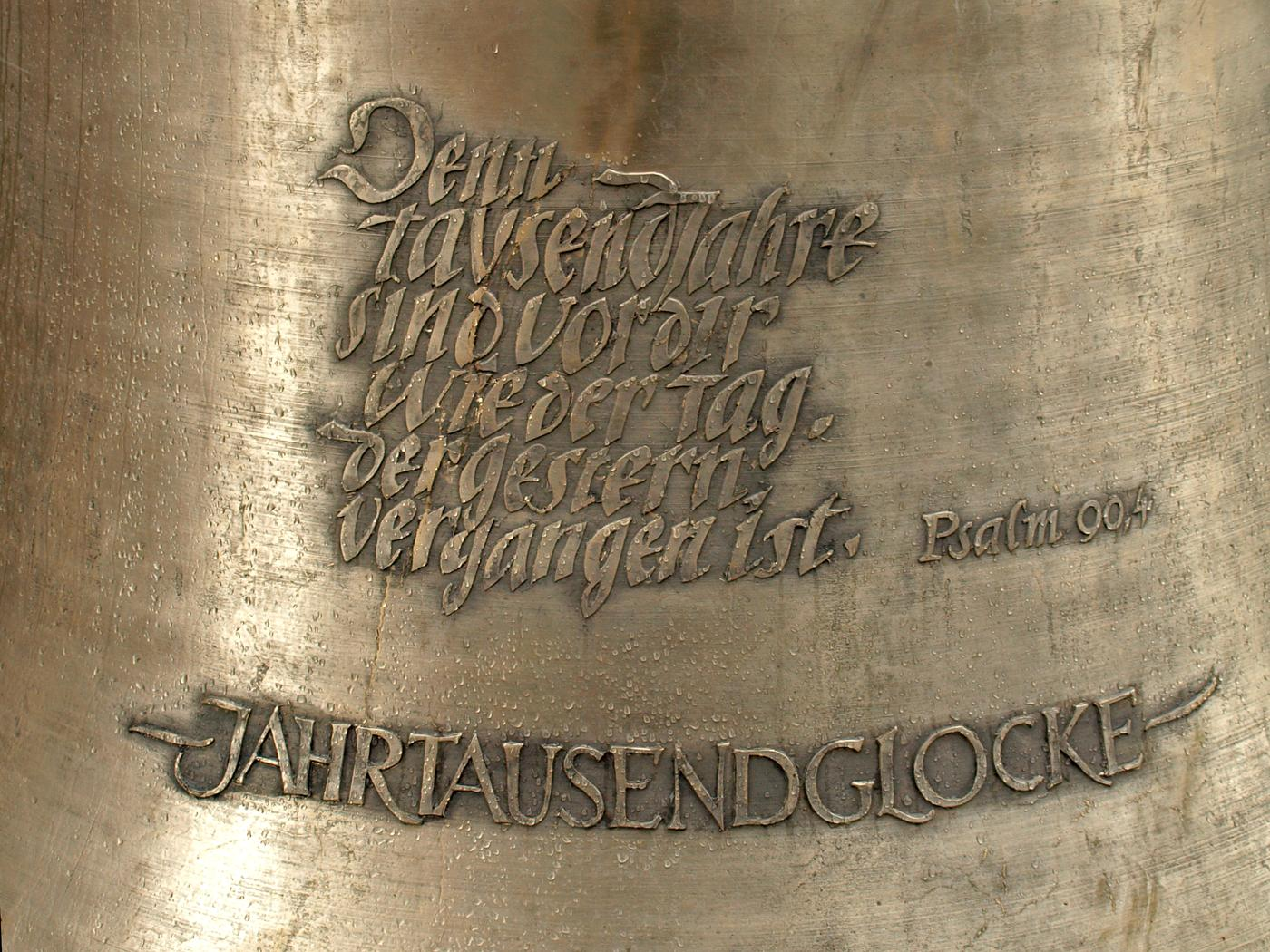
Von Scharf gestaltete Inschrift auf der Jahrtausendglocke des Michel

- 1964–1965: Heilig-Kreuz-Kirche in Hamburg-Volksdorf, zusammen mit Walter Bunsmann und Jörn Rau
- 1964–1966: Dominikanerkloster in Hamburg-Barmbek, zusammen mit Walter Bunsmann und Jörn Rau
- 1969–1970: St. Peter auf Spiekeroog, zusammen mit Walter Bunsmann und Jörn Rau
- 1969–1971: Neubau der St.-Jakobus-Kirche in Hamburg-Lurup, zusammen mit Walter Bunsmann und Jörn Rau
- 1970–1971: St. Michaelis auf Helgoland, zusammen mit Walter Bunsmann und Jörn Rau
- 1972–1973:  Katholische Akademie und Gemeindezentrum St. Ansgar in Hamburg, zusammen mit Walter Bunsmann
- 1973: Ludwig-Windthorst-Haus, Katholische Akademie in Lingen/Holthausen, zusammen mit Walter Bunsmann
- 1981: Dokumentenhaus (heute „Haus des Gedenkens“) der KZ-Gedenkstätte Neuengamme, zusammen mit Walter Bunsmann
- 1983–1986: Trinitatiskirche in Hemmingen-Westerfeld[3]
- Gestaltung von Krypten und Inschriften in St. Michaelis in Hamburg („Michel“)
- Altar und Innenraumgestaltung von St. Johannis in Hamburg-Eppendorf („Hochzeitskirche“)